# Chenoise-Cucharmoy
Chenoise-Cucharmoy é uma comuna francesa na região administrativa da Ilha de França, no departamento de Sena e Marne. Estende-se por uma área de 48.68 km². Em 2010 a comuna tinha 1 659 habitantes (densidade: 34,1 hab./km²).
Foi criada em 1 de janeiro de 2019, a partir da fusão das antigas comunas de Chenoise (sede da comuna) e Cucharmoy.